# 黑色神學
黑色神學（英語：Black theology），又稱黑人神學、黑人解放神学，是解放神學的一個分支。这种神學主張主要在美國形成，提到『救贖』應包括非裔美人從種族偏見與排斥中解放。因此興起一些社會運動，爭取黑種民族的社會地位及權益。在美國，你只要有一滴黑人血統，你便被視為黑人並歸納為有色人種，自此你便被排除在所謂的：「尊貴優越的白種人」中。曾經有一個黑人很不高興白人稱他為「有色人種」，所以他決定寫一封信給「白種人」。他說：「親愛的白種人，有些事情，我必須讓你知道。我出生時是黑色的。我長大後是黑色的。我照太陽是黑色的。我吹冷風是黑色的。我生病時是黑色的。我死亡時是黑色的。然而，你們白種人，你出生是粉紅色的。你長大變成白色的。你照太陽變紅色的。你吹冷風變青色的。你生病時變綠色的。你死亡時變灰色的。而你，卻叫我有色人種？」
因著種族間的歧視及現實生活中的衝突與逼迫，造成種族之間的對立與仇恨，這場戰火也漫延到教會裡，衝擊著信仰中固有的思維，黑色神學由此興起。我們將以非洲黑人為根源，以美國黑人教會為指標，來認識黑色神學。

## 黑色神學的定義
黑色神學並沒有一個明確的定義，但歸納各神學家的說法，定義包括：
1. 痛苦神學(Suffering Theology)—根源於黑人本身的痛苦，這痛苦來自於白人的羞辱與凌虐。
2. 革命神學(Revolutionary Theology)—反白人思維，宣稱基督是黑人的彌賽亞，神是黑人的神。耶穌更是至高無上的革命家，站在黑人的行列中。
3. 反動神學(Radical Theology)—提出黑人對白人欺壓的全面反抗，此思想成了宗教行動。
4. 聖經神學(Biblical Theology)—強調神愛世人與耶穌的救贖，也包括了黑人。認為白人的神學若允許種族歧視，則白人的神學不合乎聖經真理。

## 黑色神學的歷史背景
從黑種民族在美國的歷史背景中，可分為幾個時期:

### 登陸時期(1619-1734)
當一艘荷蘭貨船從非洲載了20個黑人到美國當奴隸。買賣黑奴在此時期成為公開、熱門且正常的交易。黑人自此落入人間地獄的生活，毫無人權尊嚴可言。

### 苦難時期(1734-1865)
在痛苦的生活環境中，黑人信徒們以出埃及記第三章為盼望。經上說:「耶和華說:『我的百姓在埃及所受的困苦，我實在看見了，他們因受督工的轄制所發出的哀聲，我也聽見了，我原知道他們的痛苦，我下來要救他們脫離埃及人的手，領他們出了那地，到美好寬闊流奶與蜜之地。』」
少數白人佈道家針對種族岐，傳揚真道，並帶領信徒認罪悔改。然而影響層面不大。直到1750年後，貴格會、循道會及浸信會針對蓄奴制度提出反對。然而白人神甫與黑人神甫卻無法合一。黑人神甫另組黑人教會。
1861年美國爆發南北戰爭，帶來白人社會的恐懼與黑人重新估價的機會。
1865年戰爭結束，政府正式廢除黑奴制度，結束黑人在新大陸的苦難時期。

### 解放時期(1865-1914)
解放後，黑人積極爭取社會地位及各項自由。原先在白人教區管理下的黑人信徒，紛紛自立黑人教會。其中以浸信會發展最快。
以1916統計資料顯示：
浸信會—2萬2千所教會，信徒約300萬。
非洲循道聖公會—6千6百33所教會，信徒約55萬。
非洲循道錫安聖公會—2千7百16所教會，信徒超過25萬。
若加上其他無數細小的教會信徒，其人數高達800萬人。

### 遷徙時期(1914-1945)
世界大戰造成2百多萬黑人從南方遷徙到北方，造成失業、經濟問題，形成黑人難民窟。但在這時期，黑人信徒紛紛設立小規模聚會所。

### 安定時期(1945-1968)
戰後生活，美國各方面都突飛猛進，黑人也積極爭取機會，使黑人社會得到安定。
此時期的教會雖著重宣教佈道，然而道德觀卻隨著工商發達的社會日漸低落，驅向世俗化，並且在教會中以經濟及教育程度畫分，形成階層化。

### 革命時期(1968-)
黑人發動革命，爭取社會地位及權益，次數頻繁，但在1968年所興起的革命運動範圍最大，影響最鉅。
1. 導火線—黑人領袖馬丁路德金博士(Martin Luther King, Jr.)雖以和平方式努力替黑人爭取自由卻被槍殺。
2. 激發者—黑人牧師祁利慈出版:《黑種彌賽亞》（The Black Messiah)一書。強烈激發黑人民族意識。
3. 推動者—協和神學院教授激進派黑人思想家鄺雅各發表《黑色神學與黑勢力》一書，為二十世紀的神學思潮掀起革命性的狂瀾。

## 黑色神學的主要人物

### 華生頓（Joseph R. Washington, Jr）
—促使黑色神學崛起

—論文：「黑人宗教:美國的黑人與基督教」

—主張：

1. 黑人宗教社團不是北美基督教的特色，而是種族分級的代表。
2. 認為黑人教會的功能不過是個社區中心，若要達到種族融合、同化的目標，黑人應該進入到白人教會中。
3. 強調惟有放棄隔離崇拜的方式，黑人在物質上的收穫才能與屬靈成長相稱

### 祁利慈(Albert B. Cleage, Jr.)
—黑人牧師

—著作:《黑種彌賽亞》The Black Messiah (Sheed and Ward, 1968).

—主張:

1.黑人才是選民
認為使徒保羅為了討歐洲異教徒的歡欣，而竄改黑色彌賽亞的信息，比如保羅所建立的教會，無論是詩歌、畫作都是由白人所創作，主要在謳歌「白人優越感」。當黑人在教會所看到的主日學教材，所看見的是白人耶穌，看見白人上帝指著祂創造的世界，然而我們並不知道其中描繪的並非事實，而只是白人一廂情願的說法；白人並未創造基督教，只是借用而已，甚至是偷了基督教；在全世界所有民族中，唯一缺乏宗教信仰起源的便是白人，所有宗教都是黑人民族產生的。白人唯一可說的宗教是很原始的宗教信仰，有各式各樣的神在天地之間亂跑，用閃電火球打來打去，充滿了肉慾和暴力，對羅馬人來說，就是王的神化，他們並沒有神，他們相信誰奪得權力就必定是神。可見白人從未創造過什麼真正的宗教，只是從有色人種那裡強借他們的宗教而已。白人奪去了有色人種的宗教、黑人上帝的啓示及黑人彌賽亞的教訓，反倒利用這些來奴役黑人，就宗教和歷史的角度來看，我們黑人才是選民，現在正是我們重新要我們的神，我們的先知、我們的力量的時候了。
2.黑色彌賽亞與黑人聖母
以色列之父亞伯拉罕是個迦勒底人，看看世界地圖，會發現迦勒底一帶不大可能有白人；亞伯拉罕由迦勒底的吾珥地動身，進入非洲，住在埃及地與埃及人雜居，要是你懷疑埃及人是不是黑人，那只要看看人面獅身像，埃及壁畫和雕刻就明白了，最近研究證實許多法老王是黑人，只有美國白人才假裝埃及人是白人。
有人總把以色列人想成白人，但是以色列民族從來不是白人民族，他們長年在非洲漂泊，根本就沒有和白人接觸過，連摩西娶的也是米甸人，是黑人，且留下子孫。
以色列是個混血的、非白人的國度。那為什麼今日所見的美國猶太人都是白人，因他們大部分的祖先是白種歐洲人和亞洲人，只不過一千年前信了猶太教而已；猶太人遍佈世界各地，他們在歐洲和蘇聯都吸引白人入教，但是在黑人為主的地區中，猶太人仍是黑人，以色列地的白猶太人與黑猶太人長久有衝突，直到今日仍是問題之一。
瑪麗亞是猶太支派的猶太人，不是白人；正如阿拉伯人是黑人，埃及人是黑人，耶穌也是個黑女人所生的黑彌賽亞。如今世界各國出土的黑人聖母圖像並不是一夜之間由什麼神秘力量變黑的，黑人聖母畫像十分古老，很多國家，例如西班牙，不敢把這些畫公開展示，怕的是產生政治影響，是黑人聖母是歷史上的事實，黑色彌賽亞也是史實。
3.上帝是黑的
創世紀的記載：「上帝按著祂的形像造人。」如果上帝照祂自己的形像造了人，那麼上帝又是什麼樣子的呢？我知道你們如果閉上眼睛，眼前浮現的是一位白人上帝。但是，如果上帝照自己的形像造了人，我們應該先看看人，才能了解上帝像什麼；世上有黑人、紅人、黃人，還有很少很少的白人，如果上帝照祂的形象造人，那麼上帝一定是黑、黃、紅、白人的某種混合。在美國，你只要有一滴黑人血統便是黑人，因此照美國法律來看，上帝是黑人，而且就實際詮釋來說，怎可能祂是白人，而所造的世界有八分之七是非白人呢？這是不合理的，如果上帝是白人，祂會把人造成全是白的，如果祂要差兒子降世，也會差個白種兒子到一群白人中去，絕不會把兒子差到黑人的以色列國中去。
4.被奴化的教義
由此可見我們被引錯了路，我們接受的基督教是奴役我們的主人所教導的，白人宣教士帶著槍械和聖經到非洲去傳福音，奴役整個非洲大陸，他們所傳的基督教原是歪曲腐蝕了我們歷史上的信仰，這個腐敗的信仰也就是今日黑人所排拒的信仰。在舊約和符類福音書（譯註：即馬太、馬可、路加三本福音書）中都可以看到上帝關切整群人，而不是關切個別的個人。但是今日我所聽見的奴化基督教却說上帝關心的是「個人」；主人告訴每個奴隸：「要是你做個好奴隸，上帝會照顧你，會拯救你的。」他沒有告訴奴隸，如果所有的黑人愛上帝，而且一齊攜手奮鬥，上帝便會使他們脫離奴役，得到自由。這個群體觀念是歷史上的基督教精神；個人主義則是奴化的基督教。
上帝在舊約中、耶穌在新約中所關切的都是社會道德，他們注重的是群體行動，成員如何相處，群體有沒有關心貧窮問題，有沒有關心彼此等等。那麼，哪兒來的狹窄個人道德觀呢？「你抽煙嗎？如果有，你便是罪人。你喝酒嗎？如果有，你便是罪人」。這是奴化的基督教，這種說法是奴隸的主人強調的，好用宗教來控制他的奴隸。
現今基督教的混亂是因為耶穌死後，使徒保羅採用外邦壓迫者的概念，而破壞了耶穌的教訓；他從希臘、羅馬世界中吸收了一些和以色列人信仰及耶穌的教訓完全沒有關聯的哲學概念，用來打碎黑人以色列國度與上帝之間所立的約；他說：「割禮不重要，所有的律法都不重要，我們必須接受所有的人入教。」保羅因此和與耶穌同行過的使徒們有衝突，門徒說：「我們是一個特別的民族，我們和上帝立了約，我們相信某些特定的事情，你出外傳道時要外邦野蠻人入教，這是敗壞我們的信仰的。」歷史證明這些門徒是對的，保羅的書信和舊約的教訓完全相背，奴化的基督教強調保羅的這些曲解，而且否認且排斥耶穌的基本教訓及黑人以色列國。
5.黑人彌賽亞建立的是運動，不是教會
耶穌這個黑人彌賽亞並沒有建立一個教會，祂所建立的是一個運動。祂聚集了跟隨祂的人，要他們去改變世界，祂要七十個門徒成雙成對地出去傳道，祂自己也到各處傳講。祂建立的是一個運動而不是一個教會。
耶穌當時所做的是在鬆散的「運動」結構中，照顧那世代的日日所需，祂是個具有危險性的革命家。今早我們讀經時讀到耶穌在拿撒勒的第一次講道，他描述祂要做的事情是使瞎眼的看見，給饑餓的人吃飽，使被鐵鍊綑綁的人得釋放，這些就是祂來的目的，照顧人民的每日需要。在另一段聖經中，我們看見耶穌在聖殿中的作為，一個枯乾了手的人來見耶穌，文士和法利賽人都等著看耶穌會不會在安息日醫治人，耶穌怒視著文士和法利賽人，然而就在聖殿中醫好了那人的手。他認為幫助那個人比遵守安息日的規矩更重要，祂在別處也說道：「安息日是為了人，而不是人為安息日。」
奇怪的是，我們長久以來都讀歪了聖經的意思。聖經的真理就在這本書裡面，我們怎能再唱那些錯的詩歌，再做那些錯的舉動呢？大部分人並不真的讀聖經，他們只聽別人告訴他們什麼就信什麼。現在讓我告訴你們，你們的父母或教會的牧師並不全了解基督教是什麼，如果你們要繼續依賴他們來告訴你們當如何做，那可就大錯特錯了。你們必須自己去讀聖經，讀些歷史書，不管你信不信基督教，都弄清楚它到底是什麼，弄清楚耶穌是什麼樣的人，然後你再決定棄絕耶穌或跟隨耶穌！

### 鄺雅各(James H. Cone)
—協和神學院教授激進派黑人思想家

—著作:「黑人解放神學」 (A Black Theology of Liberation),『黑色神學與黑勢力』(Black Theology and Black Power)

—主張:

1. 在神學意義內尋找黑人的身分，指出黑人權力不單是與耶穌基督的福音吻合，它本身就是耶穌基督的福音，不與基督教敵對。
2. 強調黑人世界觀，認為耶穌是黑人的彌賽亞，甚至耶穌和福音都是黑色的。而白人要想得救，就非得變成與他們一樣的黑色，要經歷他們所受過的欺壓之後，才能得到。黑色不是膚色的問題，而是心靈、思想的問題。
3. 不信任由白人所傳的福音和解經，也不接受由白人所著作的歷史，他們要自己整理出一套神學論點，以神為黑人的解放者作主題。

## 黑色神學的範疇
黑色神學的範疇主要有:

### 黑人所受的痛苦
重視黑人所受的痛苦，透過聖經中在耶穌基督身上的啟示，表明神的愛是為黑人，神的恩是救黑人，不需要透過白人的同情與施予才能享受福音，以此重建黑人的人性威嚴，重新接納自己。並且強調神要將黑種民族從被奴役的環境中釋放出來，正如祂當年從埃及人手中解救以色列人一樣。

### 黑人所反對的權威
強調『上帝的權威』使黑人得自由。
『基督的權威』使黑人得釋放。
『聖靈的權威』使黑人得解脫。
『聖經的權威』使黑人得平等。
若與以上主張相反的權威都是敵基督。

### 黑人所主張的敬虔
認為過去的敬虔是對「主」忠心，尊「主」為大，走上宿命論的道路，一切逆來順受。
現在認為過去的敬虔是白種民族所遺留的宗教毒素，危害黑人的思想與生活。
因此主張推翻白人所講的敬虔，才有真敬虔的出現。

### 黑人所使用的暴力
主張在人類社會裡，沒有任何種族可以取代神的地位。倘有一種族超越人的地位，執行神的威權，則全人類對此種族應羣起而攻之。在這過程中，免不了要動用武力。

### 黑人所期待的自由
以聖經加拉太書五章一節為宣言「基督釋放了我們，叫我們得以自由，所以要站立得穩，不要再被奴僕的軛挾制。」

## 黑色神學的影響
1. 黑種民族意識的覺醒與勢力的號召。
2. 激發反抗運動。
3. 黑人教會及各種組織的興起與建立。
4. 雖以聖經為始，卻不能以聖經而終。許多神學論據都是斷章取義，許多口號與主張無法落實，因此也造成許多人走上了無神主義或是破壞主義。並使屬靈的追求變成了屬世的鬥爭。
5. 因黑色神學的劇烈性和革命性，給以白人為主的教會有決定性和長遠性的影響，特別是差傳方面的工作面臨鉅大的挑戰，特別是需要面對不歡迎白人宣教士到非洲傳福音的禁令。

基督徒常引用約翰福音3:16說：「神愛世人，甚至將祂的獨生子賜給他們，叫一切信祂的，不至滅亡，反得永生。」世人指的是世上所有的人，神愛每一個人，甚至吩咐我們要愛人如己。黑色神學不僅代表著黑色種族對現狀不平與痛苦的發聲，更代表著人類歷史中黑暗時期之一，甚願神的愛充滿在每個人心中，讓我們以基督的心為心，樂於扶持需要扶持的人。